# Chiesa della Natività di Maria Vergine (Cazzago San Martino)
La chiesa della Natività di Maria Vergine è la parrocchiale di Cazzago San Martino, in provincia e diocesi di Brescia; fa parte della zona pastorale della Franciacorta.

## Storia
La primitiva chiesa di Cazzago, intitolata alla Madonna del Castelletto, sorse nel XIV secolo; il 10 dicembre 1580 l'arcivescovo di Milano Carlo Borromeo la eresse a parrocchiale e tale decisione venne confermata il 31 marzo 1581 da papa Gregorio XIII.
Verso il termine del Seicento la chiesa fu interessata da un intervento di rifacimento, per poi venir consacrata nel 1747 dal cardinale Lodovico Calini.
Nella seconda metà degli anni sessanta si provvide a realizzare il nuovo altare postconciliare rivolto verso l'assemblea e, nel 2004, le decorazioni dell'edificio furono restaurate.

## Descrizione

### Esterno
La facciata a capanna della chiesa, rivolta a sudest e suddivisa da una cornice marcapiano modanata in due registri, entrambi scanditi da lesene e caratterizzati da specchiature, presenta in quello inferiore il portale d'ingresso e in quello superiore, che è coronato dal frontone triangolare, una finestra.
Davanti alla chiesa, alla quale è annesso, sorge il campanile a base quadrata, la cui cella presenta su ogni lato una monofora affiancata da lesene ed è coperta dal tetto a quattro falde.

### Interno
L'interno dell'edificio si compone di un'unica navata, caratterizzata dagli altari laterali e scandita da lesene sorreggenti il cornicione aggettante sopra il quale si imposta la volta a botte unghiata; al termine dell'aula si sviluppa il presbiterio, rialzato di un gradino, coperto da volta cupoliforme e chiuso dall'abside semicurva voltata a schifo.
Qui sono conservate diverse opere di pregio, tra le quali la pala raffigurante la Vergine in gloria con i Santi Vincenzo Ferreri Faustino e Giovita, l'altare minore di San Rocco, risalente al XVII secolo, e quello di San Francesco di Paola, costruito nel 1732.